# Labmagenpararauschbrand der Schafe
Der Labmagenpararauschbrand der Schafe ist eine durch Clostridium septicum verursachte akute und oft tödliche Erkrankung des Labmagens.
Die norwegische Bezeichnung Bradsot (auch Braasot, Braxy) bedeutet „schnelle Seuche“ (brat = „unvermittelt“ und sot = „Seuche“). Sie ist vor allem in Island, Norwegen, Schottland und den Färöern bekannt, tritt jedoch auch in Osteuropa, Australien und den USA auf. Gelegentlich kommt die Krankheit auch in Deutschland vor, hier vor allem in den nördlichen und mittleren Regionen. Der Deutsche Bradsot ist dagegen eine Entzündung der Leber, ausgelöst durch Clostridium gigas oder Clostridium novyi.
Erreger ist das Bakterium Clostridium septicum, ein sporenbildender, grampositiver Anaerobier. Die Krankheit ist nicht ansteckend, verläuft aber oft seuchenhaft.
In den betroffenen Herden können Verluste bis zu 50 % vorkommen. Die Infektion erfolgt durch Aufnahme von mit Sporen verunreinigtem Futter. Kommen dazu weitere belastende Umstände wie etwa Aufnahme von gefrorenem Futter, wird die Erkrankung begünstigt. Es entsteht eine hämorrhagisch-nekrotisierende Labmagenentzündung. Junge erkrankte Tiere sterben innerhalb von fünf bis zwölf Stunden. Ältere Tiere können genesen. Es gibt eine Clostridien-Vakzine für gefährdete Gebiete.